# Sophia Hedwig von Braunschweig-Wolfenbüttel

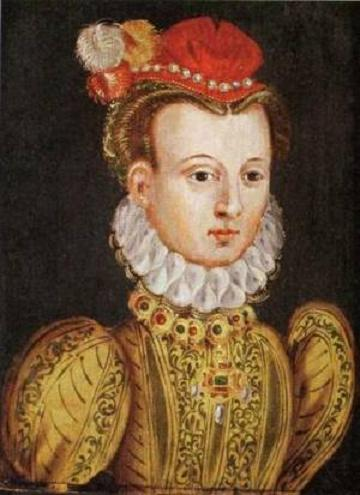
Sophia Hedwig von Braunschweig-Wolfenbüttel (1561–1631), Herzogin von Pommern-Wolgast

Sophia Hedwig von Braunschweig-Wolfenbüttel (* 1. Dezember 1561 auf Schloss Hessen; † 30. Januar 1631 in Loitz; auch Sophie) war eine Prinzessin von Braunschweig-Wolfenbüttel und durch Heirat Herzogin von Pommern-Wolgast.

## Leben

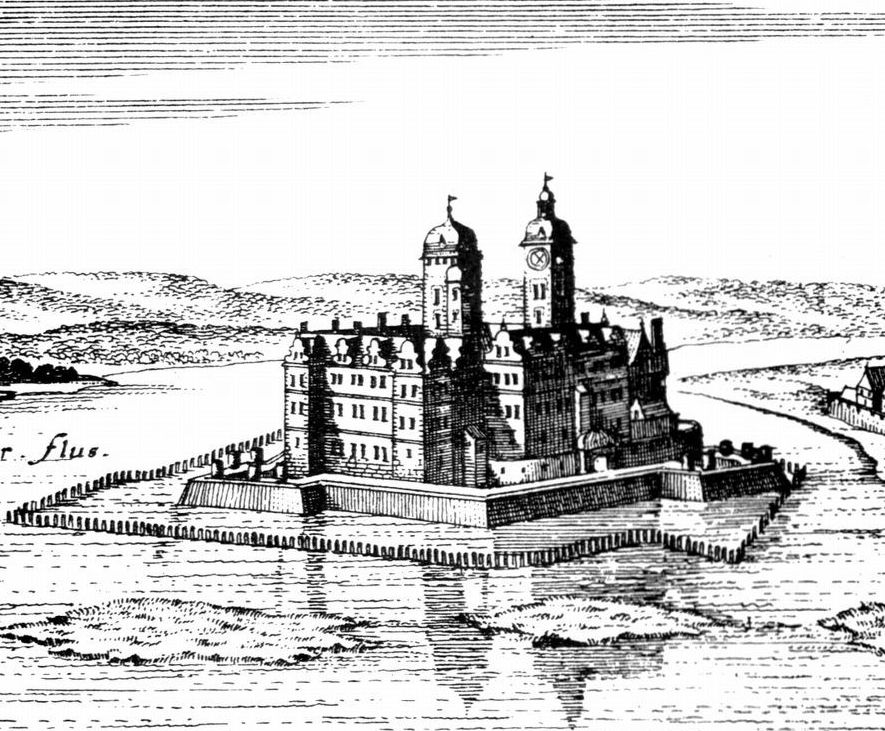
Schloss Wolgast, 1652

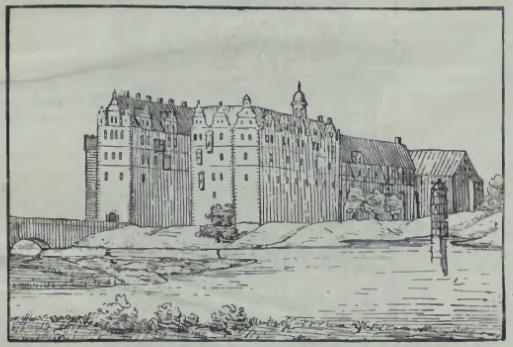
Schloss Loitz, 1652

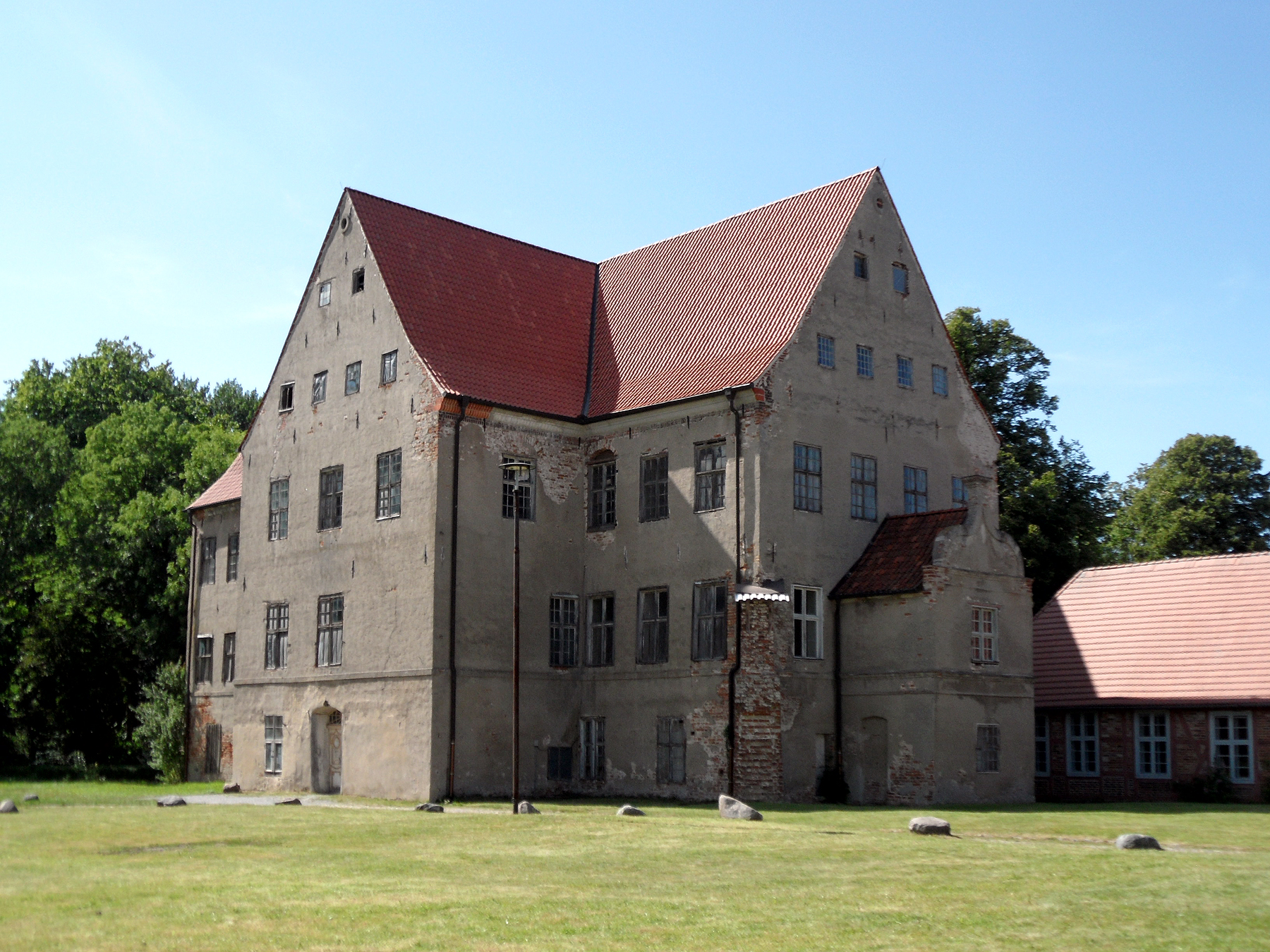
Schloss Ludwigsburg

Sophia Hedwig war das älteste Kind des Herzogs Julius von Braunschweig-Wolfenbüttel (1528–1589) aus dessen Ehe mit Hedwig (1540–1602), Tochter des Kurfürsten Joachim II. von Brandenburg. Die Eltern kümmerten sich um eine umfassende und sorgfältige Ausbildung der Prinzessin, für die schon zeitig Eheverhandlungen aufgenommen wurden.
Sie heiratete als 16-Jährige am 20. Oktober 1577 in Wolgast Herzog Ernst Ludwig von Pommern-Wolgast (1545–1592). In Begleitung Sophia Hedwigs schickte ihr Vater auch Theologen, die den Wolgaster Hof zur Annahme der lutherischen Konkordienformel bewegen sollten. Infolge seiner Vermählung ließ Ernst Ludwig am Wolgaster Schloss bauliche Veränderungen vornehmen und den mittelalterlichen Nordostflügel in ein neues Haus umgestalten. Die gleich ihrer Mutter geistvoll beschriebene Herzogin kümmerte sich um Arme und Kranke, wobei sie sich auch nicht durch eine ausgebrochene Pestepidemie abschrecken ließ.
Nach 15 Jahren Ehe starb Ernst Ludwig 1592. Neben dem bereits im Ehevertrag zugesicherten Leibgedinge, dem Amt und Schloss Loitz, bestätigte er seiner Frau in seinem Testament auch das bereits 1586 geschenkte Schloss Ludwigsburg bei Greifswald und übergab ihr zusätzlich das Gut Jamitzow am Peenestrom. Letzteres tauschte sie alsbald gegen das gegenüber der Stadt Loitz liegende Gut Zerpenzyn ein, welches 1594 den Namen Sophienhof erhielt. Die Kinder blieben bei der Mutter und zogen gemeinsam mit ihr im Jahr darauf auf den Witwensitz Loitz. Auf den Tod ihres Mannes verfasste Sophie Hedwig ein Gedenklied, welches 1593 in den Lobwasserpsalter aufgenommen wurde. Von 1597 bis 1601 begleitete sie ihren Sohn nach Wolgast, um ihn bei der unter der Aufsicht des Vormunds Herzog Bogislaw XIII. vorgenommenen Einführung in die Regierungsgeschäfte zu unterstützen.
Das bereits während der Lebzeit ihres Mannes zum Renaissancebau umgebaute Schloss Loitz ließ Sophia Hedwig weiter ausgestalten. Ebenso ließ sie die Marienkirche in Loitz um- und ausbauen. Während das Schloss komplett verschwunden ist, haben sich in der Stadtkirche Teile des von ihr in Auftrag gegebenen fürstlichen Gestühls mit einem Doppelporträt von ihr und ihrem Gemahl sowie zahlreichen Wappen ihrer Ahnen erhalten. Bei der Auflistung des Hofstaates ihres Leibgedinges waren 1593 ein Amtshauptmann, ein Rentmeister, Hofmeister, Hofmeisterin, ein weiblicher Hofstaat sowie Kammer-, Küchen-, Keller- und Stallbedienstete tätig.
Sophia Hedwig wurde als an wirtschaftlichen Vorgängen interessiert, aber auch verschwendungs- und herrschsüchtig beschrieben. Sie gilt als eine der bedeutendsten Herzoginnen in Pommern. Ihren Sohn überlebte sie um fast sechs Jahre und starb in den Wirren des Dreißigjährigen Krieges, weshalb sich ihre Beisetzung um fast zwei Jahre verzögerte. Sophia Hedwig wurde in der Grablege der pommerschen Herzöge, der Petrikirche in Wolgast bestattet. Ihr Sarkophag wurde wie der ihres Mannes, ihres Sohnes und ihrer Schwiegereltern vor wenigen Jahren aufwändig restauriert.

## Nachkommen

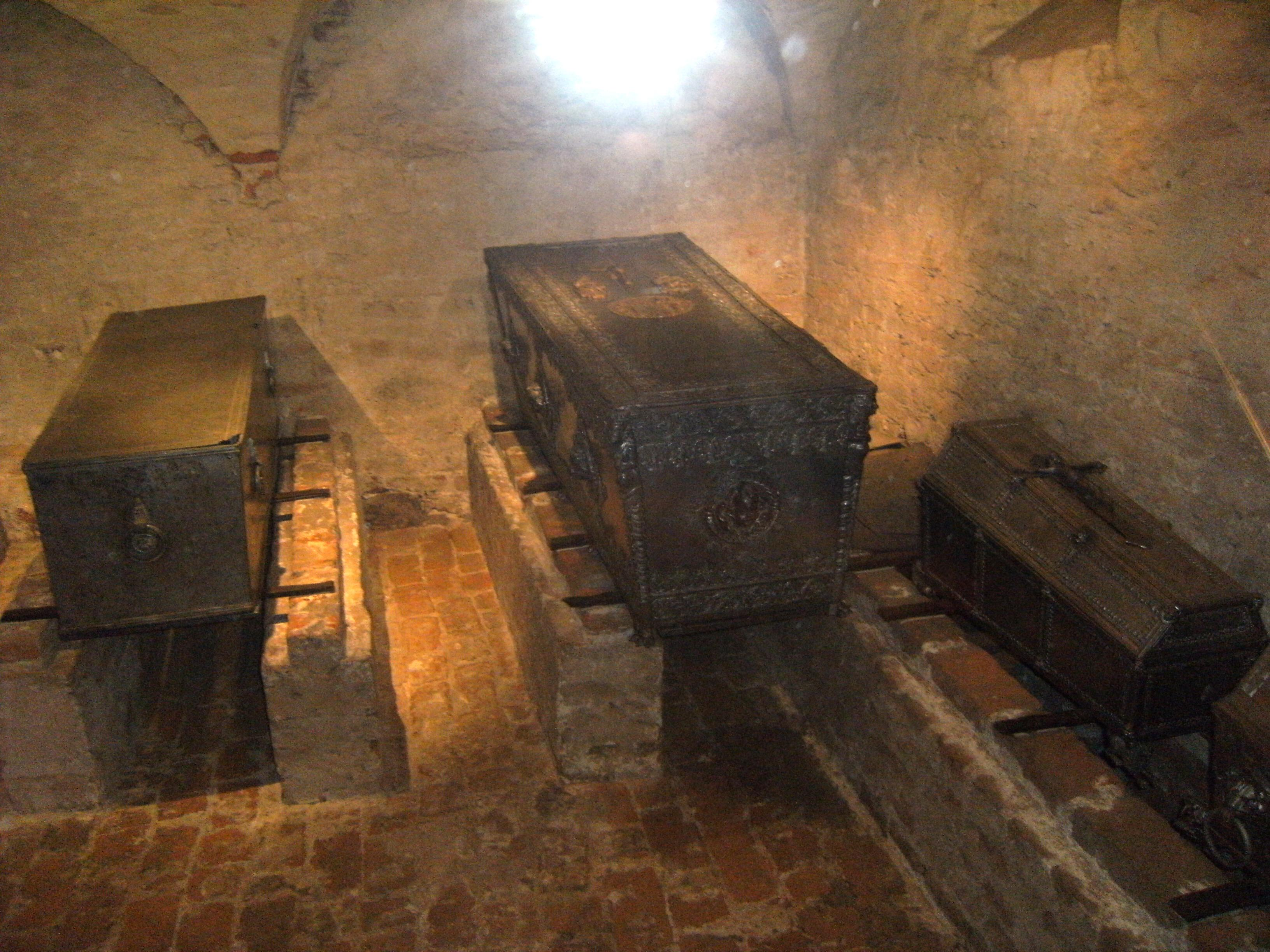
Sarkophag von Herzogin Sophia Hedwig

Aus ihrer Ehe hatte Sophia Hedwig folgende Kinder:
- Hedwig Maria (1579–1606), starb als Braut des Herzogs Johann Adolf von Holstein[9]
- Elisabeth Magdalena (1580–1649)

⚭ 1600 Friedrich Kettler, Herzog von Kurland und Semgallen (1569–1642)
- Philipp Julius (1584–1625), Herzog von Pommern-Wolgast

⚭ 1604 Prinzessin Agnes von Brandenburg (1584–1629)

## Literatur

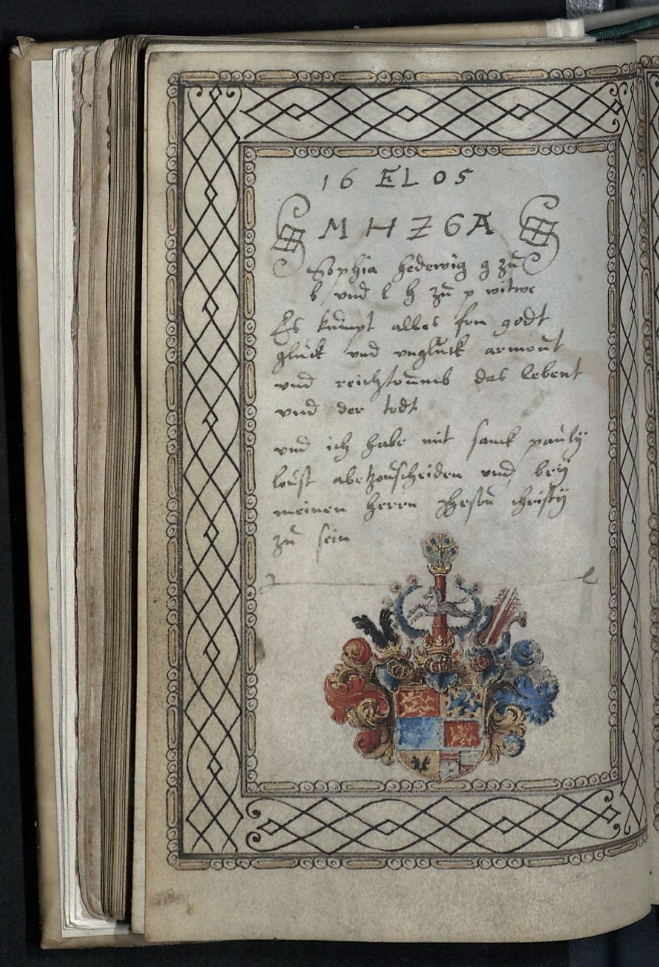
Wappen und Autograph Sophia Hedwigs im Stammbuch von David von Mandelsloh (1605)